# Alain Van der Biest
 (janvier 2022).
Si vous disposez d'ouvrages ou d'articles de référence ou si vous connaissez des sites web de qualité traitant du thème abordé ici, merci de compléter l'article en donnant les références utiles à sa vérifiabilité et en les liant à la section « Notes et références ».
Pour les articles homonymes, voir Van der Biest.
Alain Van der Biest (Grâce-Berleur, 4 mai 1943 – Grâce-Hollogne, 17 mars 2002) était un homme politique belge du Parti socialiste (PS).
Il siégea pendant la 47e législature de la Chambre des représentants.
De 1990 à 1992, il fut ministre wallon chargé des Pouvoirs locaux et des Travaux subsidiés, en remplacement d'André Cools.
Il a publié des textes en tant qu'écrivain. Il s'est également engagé dans la militance wallonne en publiant Notre nation: Forcer un destin pour la Wallonie.
En 1991, il est inculpé et emprisonné plusieurs mois à la prison de Lantin  dans le cadre de l'assassinat d'André Cools. Il est libéré en 1997. En 2002, une semaine avant que la chambre des assises de Liège ne se réunisse pour décider si de nouvelles accusations doivent être portées, il se suicide en laissant une lettre à son épouse dans laquelle il clame une dernière fois son innocence et déclare « je veux que mon calvaire s'achève ».

## Publications
- La Saison des pluies, Labor, Bruxelles, 1981
- Les Genêts de Seraing, P.Legrain; Bruxelles, 1984.
- Un Sioux socialiste, P.Legrain, Bruxelles, 1984.
- Appelez-moi Miller, Favre, 1987
- Les Carnets d'un bouc émissaire, Le Cri, Bruxelles, 1993
- La Nuit, la vie, Quorum, Ottignies, 1997.
- Notre nation, Quorum, Ottignies, 1998.
- Que tout aille bien, Bruxelles, 2002.